# Nino Milazzo
Antonino Milazzo, detto Nino (Biancavilla, 16 gennaio 1930 – Catania, 12 agosto 2021) è stato un giornalista italiano.

## Biografia
Nato a Biancavilla, in provincia di Catania, nel 1930, cominciò la sua attività di cronista nel 1952 presso il quotidiano catanese Giornale dell'Isola, dove conobbe Giuseppe Fava. La testata, divenuta successivamente L'Isola, cessò le pubblicazioni nel 1955, e poco tempo dopo sia Milazzo che Fava furono assunti da Espresso Sera, fondato nel capoluogo etneo l'anno successivo, nel 1956, su iniziativa degli imprenditori Domenico Sanfilippo e Salvatore Puglisi Cosentino. Nel 1957, Milazzo passò a La Sicilia, diretto da Antonio Prestinenza.
Iscrittosi all'ordine dei giornalisti nel 1962, undici anni più tardi, nel 1973, approdò al Corriere della Sera, ma poco tempo dopo rientrò nuovamente a Catania per lavorare a La Sicilia. Milazzo fu nuovamente assunto dal quotidiano milanese, dove lavorò dal 1978 al 1987 come caposervizio esteri, e ricoprì pure la carica di vicedirettore dal 1983. In seguito venne chiamato da Mario Ciancio Sanfilippo che gli affidò il ruolo di condirettore responsabile de La Sicilia, che ricopre fino al 1989.
Esperto di politica internazionale, è poi stato vicedirettore vicario de L'Indipendente, in cui approdò nel 1991. Milazzo ha altresì collaborato con Il Sole 24 Ore, con l'Europeo e con diversi programmi televisivi di Enzo Biagi. Per la Sperling & Kupfer ha curato il libro Conversazioni sul Mezzogiorno.
Dal 2000 al 2006, è stato direttore dell'emittente televisiva siciliana Telecolor del Gruppo Ciancio.
Nel 2009 ha pubblicato la sua autobiografia, Un italiano di Sicilia, edito da Bonanno, con prefazione di Francesco Merlo.
Dal 2013 al 2015 è stato presidente del Teatro Stabile di Catania.
Morì all'età di 91 anni il 12 agosto 2021 nella sua casa a Catania.

## Opere
- Un italiano di Sicilia, editoriale Bonanno, 2009
- L'uomo dei tramonti che amava la politica, Città del sole, 2014
- I prigionieri di Sirte, Editoriale Bonanno, 2016
- Il mio Novecento. Memorie del secolo breve, Domenico Sanfilippo Editore, 2017 [7]